# ماريو بوديمير
ماريو بوديمير (12 فبراير 1986 في كرواتيا - ) هو لاعب كرة قدم كرواتي في مركز الهجوم. لعب مع إيرغوتيليس ونادي أبويل ونادي بانيتوليكوس وهايدوك سبليت وNK Mosor ‏ وNK Uskok ‏ ونادي شيبينيك ‏ وإينوسيس نيون باراليمني ‏.

## روابط خارجية
- ماريو بوديمير على موقع اتحاد كرواتيا (الكرواتية)
- ماريو بوديمير على موقع قاعدة بيانات كرة القدم.إي يو (الإنجليزية)
- ماريو بوديمير على موقع Soccerbase.com (لاعب) (الإنجليزية)
- ماريو بوديمير على موقع Soccerway.com (الإنجليزية)
- ماريو بوديمير على موقع عالم كرة القدم.نت (الإنجليزية)
- ماريو بوديمير على موقع AS.com (الإسبانية)